# Bella Heathcote
Isabella Heathcote, detta Bella (IPA: [bɛlə hiːθkət]; Melbourne, 27 maggio 1987), è un'attrice australiana.
Salita alla ribalta grazie al ruolo di Amanda Fowler nella soap opera australiana Neighbours, ha in seguito preso parte a pellicole cinematografiche di successo, tra cui Dark Shadows, PPZ - Pride + Prejudice + Zombies e Cinquanta sfumature di nero.

## Biografia
È nata a Melbourne, in Australia, il 27 maggio 1987. Figlia di un avvocato, sua madre morì quando aveva 12 anni. Ha frequentato la Korowa Anglican Girls' School, vincendo, nel 2010, una borsa di studio.

### Carriera
Ha iniziato la sua carriera da attrice nel 2009, prendendo parte ad alcuni episodi della soap opera australiana Neighbours. Il primo ruolo cinematografico è del 2010, con la partecipazione al film australiano Beneath Hill 60. Nel 2011 partecipa alla pellicola fantascientifica In Time. Nel 2012 compare al fianco di Johnny Depp nel film Dark Shadows, diretto da Tim Burton. Quello stesso anno prende parte a Not Fade Away, debutto cinematografico del regista David Chase. Nel 2014 appare nella commedia Professore per amore. Nel 2015 è protagonista del thriller The Curse of Downer Grove. Nel 2016 è, al fianco di Lily James, nella pellicola PPZ - Pride + Prejudice + Zombies. Sempre nello stesso anno, recita nella pellicola horror del regista Nicolas Winding Refn, intitolata The Neon Demon.
Nel febbraio del 2016 è stato confermato che avrebbe interpretato il ruolo di Leila Williams nel film Cinquanta sfumature di nero, seguito della pellicola di successo Cinquanta sfumature di grigio.

### Vita privata
Nel 2017 Bella Heathcote si fidanza con il regista Andrew Dominik, dopo sette anni insieme.

## Filmografia

### Cinema
- Acolytes, regia di Jon Hewitt (2008)
- Glenn Owen Dodds, regia di Frazer Bailey – cortometraggio (2010)
- Beneath Hill 60, regia di Jeremy Sims (2010)
- In Time, regia di Andrew Niccol (2011)
- Meth to Madness, regia di Christopher H.F. Mitchell – cortometraggio (2011)
- Dark Shadows, regia di Tim Burton (2012)
- Not Fade Away, regia di David Chase (2012)
- The Killers: Shot at the Night, regia di Robert Schober – cortometraggio (2013)
- Professore per amore (The Rewrite), regia di Marc Lawrence (2014)
- The Curse of Downer Grove, regia di Derick Martini (2015)
- PPZ - Pride + Prejudice + Zombies (Pride and Prejudice and Zombies), regia di Burr Steers (2016)
- The Neon Demon, regia di Nicolas Winding Refn (2016)
- Cinquanta sfumature di nero (Fifty Shades Darker), regia di James Foley (2017)
- Professor Marston and the Wonder Women, regia di Angela Robinson (2017)
- Relic, regia di Natalie Erika James (2020)

### Televisione
- Neighbours – serial TV, 10 puntate (2009)
- L'uomo nell'alto castello (The Man in the High Castle) – serie TV, 18 episodi (2016-2018)
- Strange Angel – serie TV, 17 episodi (2018-2019)
- Awkwafina is Nora from Queens – serie TV, 1 episodio (2020)
- Bloom – serie TV, 6 episodi (2020)
- Frammenti di lei (Pieces of Her) – serie TV, 8 episodi (2022)

### Videoclip
- Shot at the Night – The Killers (2013)

## Riconoscimenti
- Hollywood Film Awards
  - 2012 – Spotlight Award per Not Fade Away
- Hamptons International Film Festival
  - 2012 – Miglior performance rivelazione per Not Fade Away

## Doppiatrici italiane
Nelle versioni in italiano delle opere in cui ha recitato, Bella Heathcote è stata doppiata da:
- Gemma Donati in Dark Shadows, Professore per amore, PPZ - Pride + Prejudice + Zombies, L'uomo nell'alto castello, Frammenti di lei
- Jolanda Granato in The Neon Demon
- Roisin Nicosia in Cinquanta sfumature di nero
- Valentina Favazza in Professor Marston and the Wonder Women
- Marta De Lorenzis in Relic